# Gerrit Noordzij Preis
Gerrit Noordzij Preis ist eine Auszeichnung, die von der Koninklijke Academie van Beeldende Kunsten und dem Meermanno Museum in Den Haag unter Schirmherrschaft der Dr. P.A. Tiele Stiftung für besonders herausragende Leistungen auf dem Gebiet der Schriftgestaltung, Typografie und Lehrtätigkeit vergeben wird. Die Auszeichnung wird alle drei Jahre vergeben. Sie ist nach dem niederländischen Typografen Gerrit Noordzij benannt, der 30 Jahre an der KABK Schrift unterrichtet hat und auch der erste Preisträger war.

## Preis
Es ist Tradition, dass der Preis vom jeweils vorher Ausgezeichneten gestaltet wird. Drei Jahre nach Vergabe des Preises findet – zeitgleich mit der nächsten Preisvergabe – eine Ausstellung statt und wird eine Publikation zu Ehren des Preisträgers veröffentlicht.

## Preisträger
- 1996: Gerrit Noordzij
- 2001: Fred Smeijers
- 2003: Erik Spiekermann
- 2006: Tobias Frere-Jones
- 2009: Wim Crouwel
- 2012: Karel Martens[2]
- 2015: Cyrus Highsmith

## Veröffentlichungen
- Mathieu Lommen, Anno Fekkes, Jan Willem Stas (et al.): Het primaat van de pen: een workshop letterontwerpen met Gerrit Noordzij, The Hague (2001).
- Fred Smeijers (ed. by Robin Kinross): Type now: a manifesto, plus work so far, London (2003). (Published in honor of the exhibition Fred Smeijers: work so far).
- FontShop Benelux (ed.): e – Erik Spiekermann, The Hague/De Pinte (2006).
- Dawn Barrett, David Berlow, Matthew Carter (et al.): Tobias Frere-Jones Gerrit Noordzij Prize Exhibition, Amsterdam (2009).